# 나메가와 아일랜드역
나메가와 아일랜드 역(일본어: 行川アイランド駅, なめがわあいらんどえき 나메가와 아이란도 에키[*])은 일본 지바현 가쓰우라시에 있는 동일본 여객철도의 철도역이다. 일본국유철도 시대에 건설한 역들 중 몇 안되게 상업 시설의 이름이 붙은 역으로, 지금은 문을 닫은 "나메가와 아일랜드" 유원지의 이름을 딴 것이다.
나메가와 아일랜드를 찾는 관광객들을 위해 설치한 임시정거장으로, 가쓰우라 시와 가모가와시의 자연적 경계선 (옛 가즈사국과 아와 국의 경계선)을 이루는 산지 근처에 세워졌다. 일본국유철도가 민영화되어 동일본 여객철도의 소속이 된 이후, 동일본 여객철도에서는 나메가와 아일랜드 역을 유원지가 문을 닫은 2001년에 폐쇄하려 하였다. 하지만 역 주변에 사는 지역 주민들의 반발로 무인역으로 남게 되었다.

## 역 구조
단식 1면 1선 구조의 지상역이다. 최대 11량까지 열차가 설 수 있다. 가쓰우라역이 관리하는 무인역으로, 승차역 증명서 발행기가 놓여 있다. 간이 개찰기에서 스이카 및 제휴 교통카드의 사용이 가능하다.

## 역세권 정보
- 국도 제128호선
- 오센코로가시 : 태평양과 맞대고 있는 절벽 지대로, 국도 제128호선이 한때 이 곳을 관통했었다. 1951년 연쇄 살인자 구리타 겐조가 이 곳에서 여성을 성폭행한 후 절벽으로 떨어뜨린 뒤, 여성과 그 일가족을 모두 살해했다.

## 역사
- 1970년 7월 2일 - 일본국유철도 소토보 선의 가즈사오키쓰역과 아와코미나토역 사이에 개업하였다.
- 1987년 4월 1일 - 민영화에 따라 동일본 여객철도의 소속이 되었다.
- 2009년 3월 14일 - 스이카의 사용이 개시되었다.

## 인접역
| 동일본 여객철도 소토보 선 | 동일본 여객철도 소토보 선 | 동일본 여객철도 소토보 선      |
| ------------------------- | ------------------------- | ------------------------------ |
| 가즈사오키쓰 지바 방면    | ■ 소토보 선               | 아와코미나토 아와카모가와 방면 |

## 같이 보기
- 대한민국의 안양풀장역 - 경기도 안양시의 안양유원지 풀장(지금의 안양예술공원)을 찾는 관광객들을 위해 대한민국 철도청(지금의 한국철도공사)에서 만든 경부선의 임시정거장이었다. 폐역 이후, 수도권 전철 1호선이 개통할 때 안양풀장역에서 조금 떨어진 곳에 관악역을 설치하여 지금까지 영업하고 있다.